# 外黄新臀睾吸虫
外黄新臀睾吸虫（学名：Neopygorchis exvitellina）为嗜眼科新臀睾属的动物。在中国大陆，分布于福建福州等地，营寄生生活，终末宿主白腰灼鹬以及寄生在大肠。该物种的模式产地在福建福州。